# Bibern SH
| SH ist das Kürzel für den Kanton Schaffhausen in der Schweiz. Es wird verwendet, um Verwechslungen mit anderen Einträgen des Namens Bibern zu vermeiden. |

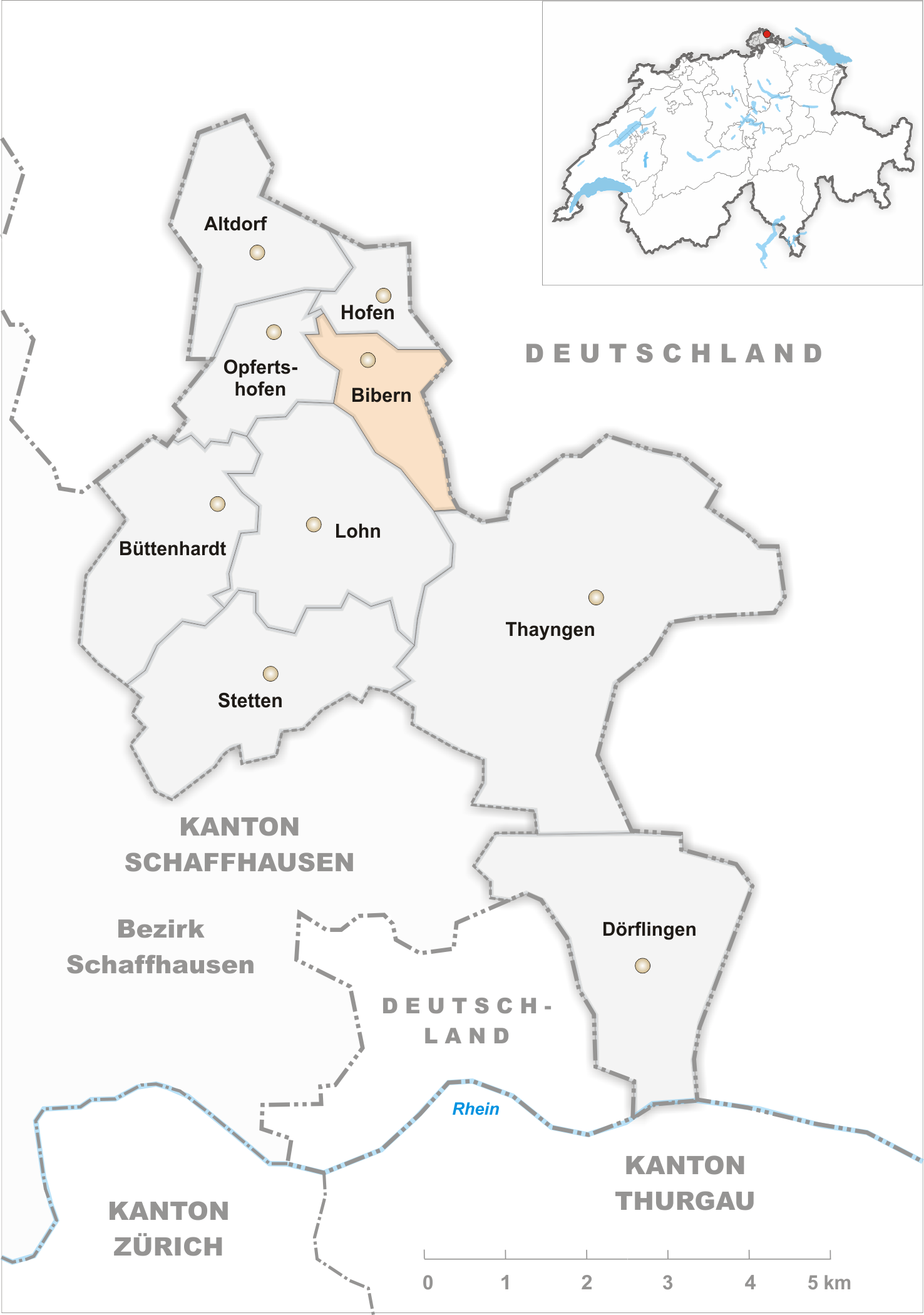
Gemeindestand vor der Fusion am 1. Januar 2009

Bibern (SH) (schaffhauserdeutsch Bibere [ˈbibərə]) ist eine Ortschaft in der Gemeinde Thayngen im Schweizer Kanton Schaffhausen.
Bibern war früher eine eigenständige politische Gemeinde. Per 1. Januar 2009 schloss sie sich der Gemeinde Thayngen an.

## Geographie
Bibern liegt im unteren Reiat, einer Landschaft im Nordosten des Kantons Schaffhausen. Durch den Ort fliesst das Flüsschen Biber, welches unterhalb von Stein am Rhein in den Hochrhein mündet.

## Bevölkerung
| Jahr | Einwohner |
| ---- | --------- |
| 1850 | 229       |
| 1880 | 178       |
| 1900 | 143       |
| 1910 | 152       |
| 1930 | 192       |
| 1950 | 189       |
| 1970 | 183       |
| 1990 | 263       |
| 2006 | 243       |

## Geschichte
Bibern findet sich 965 (mittelalterliche Fälschung?) als Bibera, 1093 als Biberaha und 1294 als Biberach bezeugt, wobei die Zuordnung zur Ortschaft nicht immer gesichert ist. Er geht auf ein althochdeutsches *Biber-aha ‘Biberbach’ zurück.
1521 und 1534 erlangte die Stadt Schaffhausen in Bibern die niedere, 1723 die hohe Gerichtsbarkeit.
Am Sonntag, 17. August 2008, stimmten die fünf selbständigen Gemeinden Thayngen, Altdorf, Bibern, Hofen und Opfertshofen einer Fusion per 1. Januar 2009 zu.

Historisches Luftbild von Werner Friedli von 1964

### Wappen
| Wappen von Bibern | Blasonierung: «Auf gelbem Grund der schwarze, an braunem Aststück nagende, sitzende Biber.» |
| Wappen von Bibern | Wie fast alle Gemeinden des Reiat besass auch Bibern vor 1800 kein eigenes Wappen. Das erste findet sich 1814 auf einem Siegel der Ortschaften Bibern und Hofen, die zu jener Zeit eine politische Gemeinde bildeten. Das Siegel stellt eine aufrecht stehende Pflugschare als Symbol für den Ackerbau dar. Mit der Trennung der Gemeinden 1860 schuf sich Bibern ein neues Siegelbild mit dem Biber. Zwischenzeitlich war der nagende Biber neben einem Gewässer abgebildet. Da dies aber der Heraldik nicht entsprach, wurde das Wappen bereinigt, und das Gewässer entfernt. |

## Wirtschaft
Der wichtigste Arbeitgeber des Dorfes ist die Firma Bührer & Richter AG, Generalimporteur für Forstmaschinen von John Deere.

## Verkehrsanbindung
Bibern ist über die Hauptstrasse Nr. 146 mit Thayngen und Schaffhausen nach Süden und mit Büßlingen in Deutschland nach Norden angebunden.
Linienbusse der Verkehrsbetriebe Schaffhausen vbsh stellen die Verbindung nach Schaffhausen und Thayngen her.

## Sehenswürdigkeiten

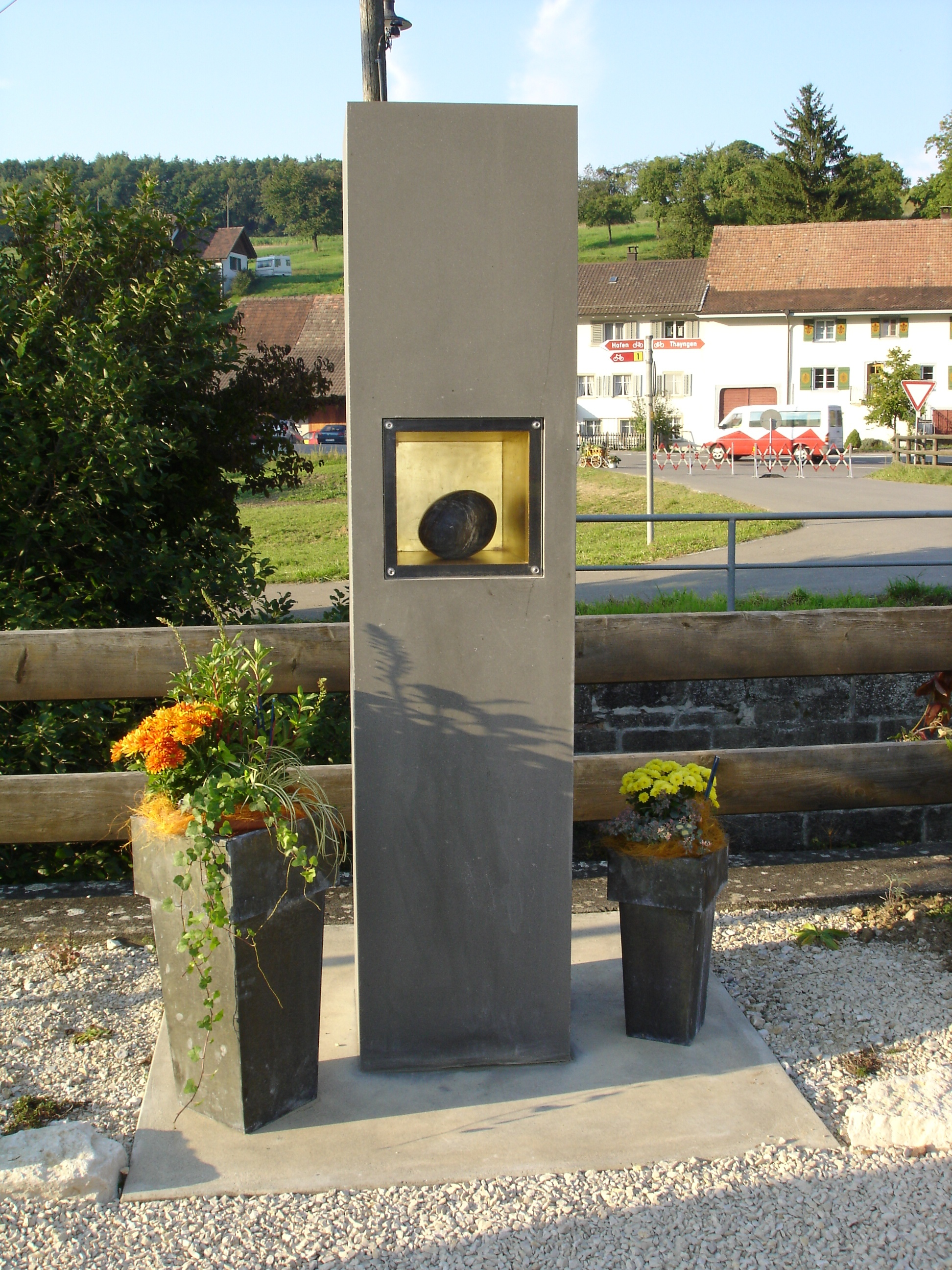
Skulptur «Schöne von Bibern»

- Skulptur der in Bibern und Umgebung vorkommenden Zwetschge «Schöne von Bibern» (Sortencode 14-010-169). Diese Skulptur wurde im Jahre 2002 im Rahmen eines Zwetschgenfestes zu Ehren dieser alten Sorte eingeweiht.